# 華夏中路駅
華夏中路駅（かかちゅうろえき）は中華人民共和国上海市浦東新区華夏中路羅山路に位置する上海地下鉄13号線および16号線の駅である。

## 駅構造
- 島式ホーム1面2線を有する高架駅。

## 歴史
- 2014年12月28日 - 開業。

## 隣の駅
上海地下鉄
■13号線
蓮渓路駅 - 華夏中路駅 - 中科路駅
■16号線普通
竜陽路駅 - 華夏中路駅 - 羅山路駅